# Luiyi Lugo
Luiyi Lugo (sinh ngày 21 tháng 2 năm 1994) là một cầu thủ bóng đá người Cộng hòa Dominica thi đấu cho FC Wettswil-Bonstetten ở Thụy Sĩ, ở vị trí tiền đạo hay tiền vệ chạy cánh. Anh cũng mang quốc tịch Thụy Sĩ.

## Sự nghiệp
Lugo từng thi đấu cho hệ thống trẻ FC Aarau.
Anh ra mắt quốc tế cho Cộng hòa Dominica vào ngày 25 tháng 3 năm 2015. Anh đá chính trong thất bại giao hữu 0–3 trước Cuba, being substituted at the 73rd minute.